# Vernon (Eure)
Vernon [vɛʁnɔ̃] ist eine französische Stadt mit 24.841 Einwohnern (Stand 1. Januar 2022) im Département Eure in der Region Normandie. Sie gehört zum Arrondissement Les Andelys und zum Kanton Vernon.

## Geografie
Vernon liegt an der Grenze zum Département Yvelines in der Region Île-de-France an der Seine, 67 Kilometer nordwestlich von Paris und 21 Kilometer nordöstlich von Évreux, dem Sitz der Präfektur des Départements, auf einer mittleren Höhe von 79 Metern über dem Meeresspiegel. Die Ortschaft ist von den Nachbargemeinden Saint-Marcel, Bois-Jérôme-Saint-Ouen, Giverny und Blaru umgeben. Das Gemeindegebiet hat eine Fläche von 34,31 Quadratkilometern. Von der Fläche her ist Vernon die größte Stadt im Arrondissement Évreux.
Vernon ist einer Klimazone des Typs Cfb (nach Köppen und Geiger) zugeordnet: Warmgemäßigtes Regenklima (C), vollfeucht (f), wärmster Monat unter 22 °C, mindestens vier Monate über 10 °C (b). Es herrscht Seeklima mit gemäßigtem Sommer.

## Geschichte
Murus Gallicus, gallische Befestigungsmauern eines keltischen Oppidums, wurden bisher (Stand 1993) im ganzen Département nur im Ortsteil Vernonnet in Vernon gefunden.
Vernon wurde erstmals 750 in einer Charta von Pippin dem Jüngeren (714–768) erwähnt. Rollo (860–931/932) vergab Vernon als Marquisat an Osmond de Centvilles († nach 968). 1260 fiel das Lehen Vernon an Margarete von der Provence (1221–1295). Im 16. Jahrhundert gehörte es Renée de France (1510–1574).
Am 8. Oktober 1596 besuchte König Heinrich IV. von Frankreich Bizy das Lehen Bizy. 1675 wurde die Seigneurie zu einem Marquisat erhoben. 1721 erhielt Louis-Charles-Auguste Fouquet de Belle-Isle Bizy und die Grafschaften Gisors, Vernon und Les Andelys im Tausch gegen Belle-Île. Am 21. September 1749 besuchten Ludwig XV. und Madame de Pompadour das Schloss. Als Fouquet 1761 starb, fiel Bizy an den König. 1767 tauschte der König Bizy mit Louis Auguste de Bourbon, prince de Dombes (1700–1755) gegen Dombes ein. 1775 erbte Louis Jean Marie de Bourbon, duc de Penthièvre (1725–1793) das Lehen. Nach 1783 verbrachte er viel Zeit auf dem Schloss und lebte dort ab 1792. Im Zuge der Französischen Revolution (1789–1799) wurde das Schloss konfisziert und zum Nationalgut erklärt.

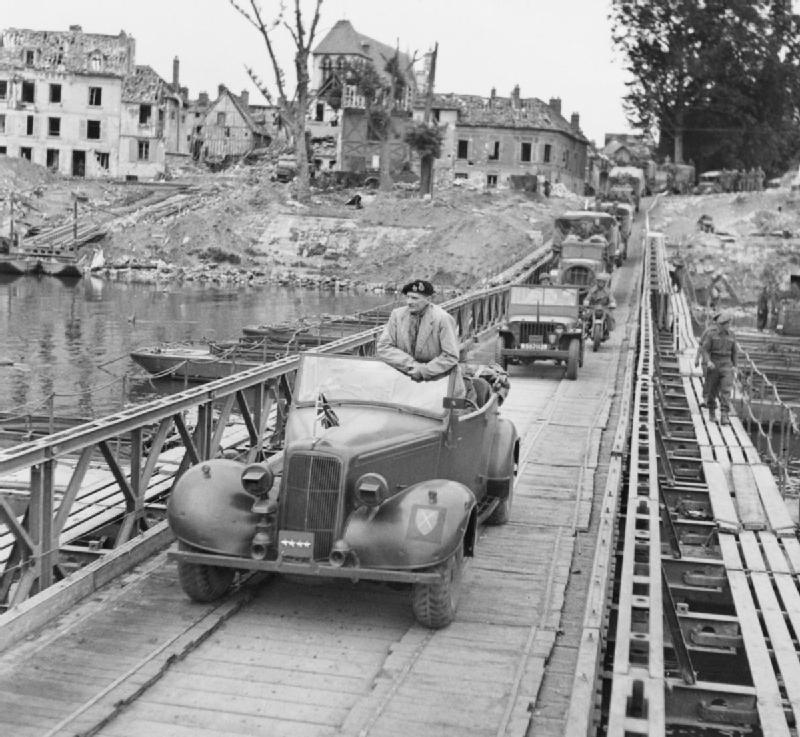
Generalfeldmarschall Bernard Montgomery in Vernon bei der Überquerung der Seine am 1. September 1944

Im Zweiten Weltkrieg (1939–1945) wurde Vernon am 8. und 9. Juni 1940 durch die Luftwaffe der Wehrmacht bombardiert. Die Stadt hatte damals besondere militärische Bedeutung, das 11. Artillerieregiment (11e régiment d’artillerie) war dort stationiert, außerdem gab es eine Militärschule und eine Munitionsfabrik. Am 8. Juni wurden Brandbomben auf die Stadt abgeworfen. Sie trafen auch den Kindergarten und das Collège (damals école primaire supérieur). Es brachen Brände aus, über 250 Häuser wurden zerstört, etwa 177 Personen kamen um. Die Stiftskirche Notre-Dame wurde leicht beschädigt. Die Evakuierung des Krankenhauses zog sich bis zum 9. Juni hin. Am Nachmittag des 9. Juni wurden die beiden Brücken über die Seine gesprengt. Die Deutschen marschierten am Morgen des 10. Juni in Vernon ein. Es waren nur noch etwa 200 Einwohner in der Stadt, alle anderen waren geflohen. Die Royal Air Force flog in den folgenden Nächten Angriffe gegen die Flugabwehrkanonen der Deutschen, die gerade erst reparierte Brücke wurde erneut zerstört.
Im Mai und Juni 1944 während der Operation Overlord kam es zu drei Bombardements durch die Alliierte Luftwaffe. Das betraf besonders die Brücke von Vernon und angrenzende Stadtviertel. Die Fliegerbomben waren bis zu 1000 kg schwer. Insgesamt starben dabei 103 Personen, es gab außerdem zahlreiche Verletzte, 40 Gebäude wurden zerstört. Am 28. August stand die Stadt unter Kanonenbeschuss. Die lokalen Forces françaises de l’intérieur unterstützten die angreifenden Alliierten und besetzten die Mairie. Der Kampf um Vernon dauerte insgesamt 8 Tage lang.

### Eingemeindungen
In den Jahren 1804 und 1805 wurde Vernonnet eingemeindet, es liegt auf der orografisch rechten Seite der Seine.

### Bevölkerungsentwicklung
| Jahr                       | 1962   | 1968   | 1975   | 1982   | 1990   | 1999   | 2006   | 2019   |
| Einwohner                  | 17.247 | 18.872 | 22.422 | 22.243 | 23.659 | 24.056 | 24.018 | 23.727 |
| Quellen: Cassini und INSEE |        |        |        |        |        |        |        |        |

## Städtepartnerschaften
- Massa in Italien
- Bad Kissingen in Deutschland

## Kultur und Sehenswürdigkeiten
Vernon ist mit drei Blumen im Conseil national des villes et villages fleuris (Nationalrat der beblümten Städte und Dörfer) vertreten. Die „Blumen“ werden im Zuge eines regionalen Wettbewerbs verliehen, wobei maximal drei Blumen erreicht werden können.

### Bauwerke

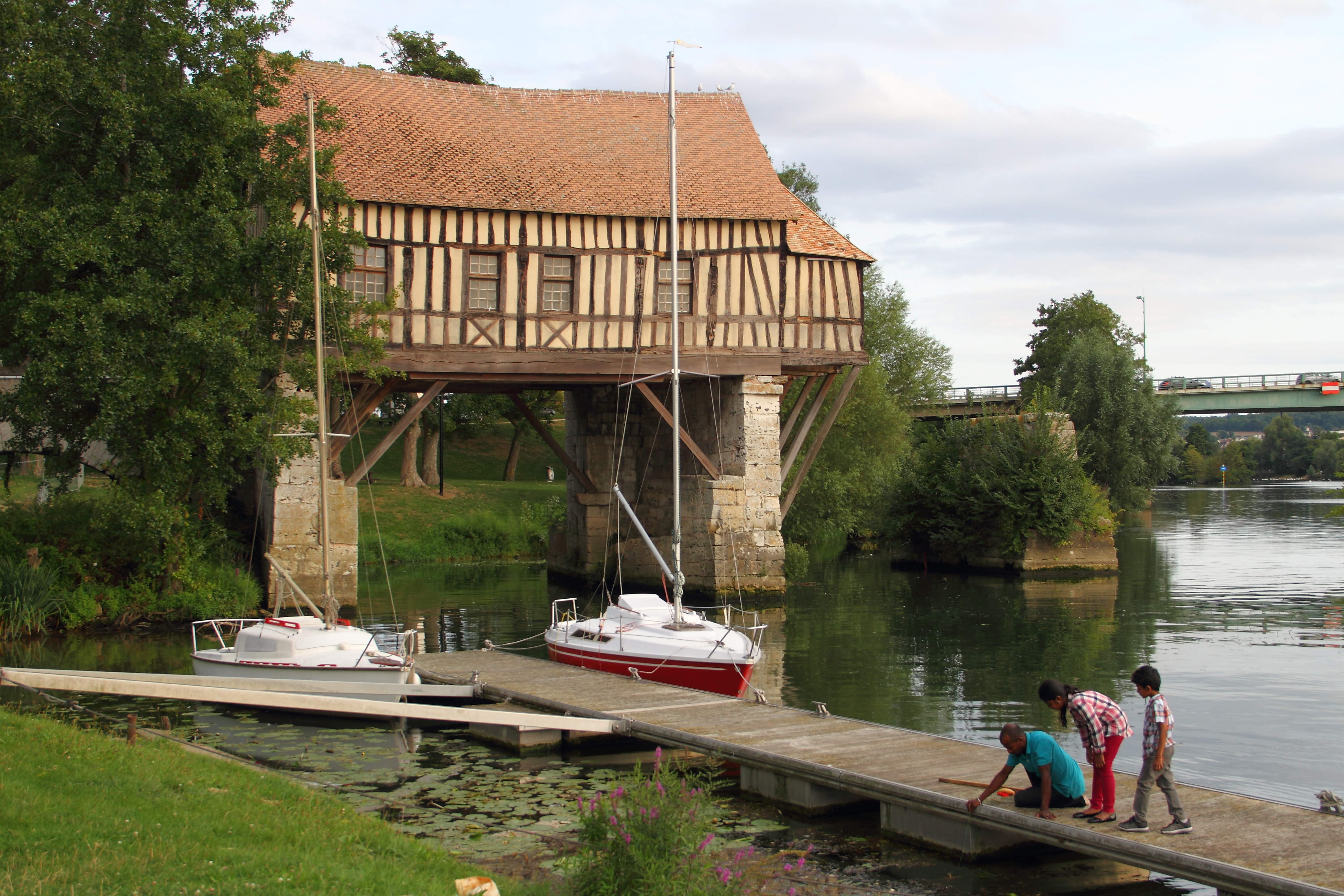
Die Alte Mühle diente Claude Monet als Motiv für mehrere Bilder

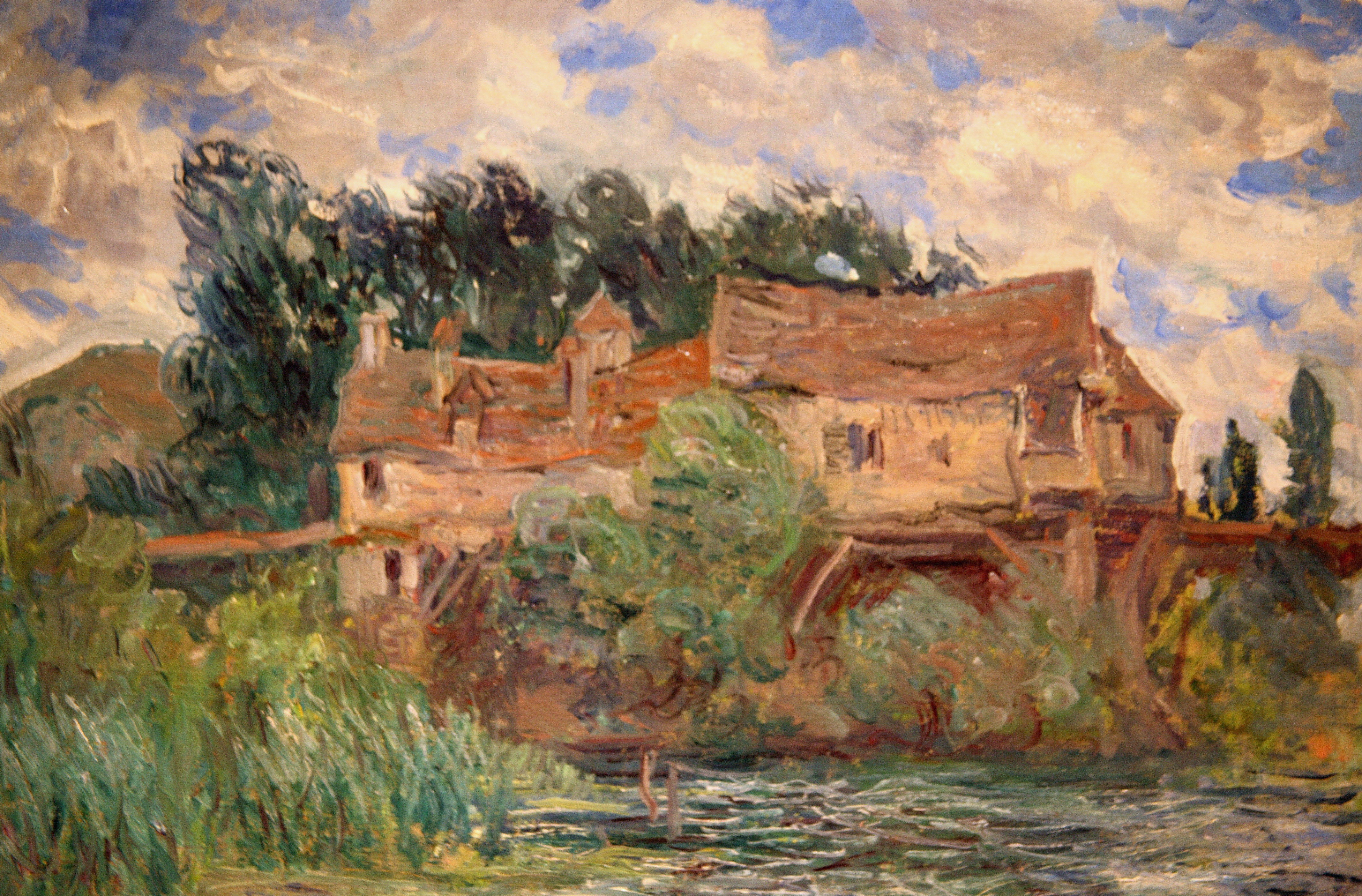
Monet: Bild der alten Mühle

- Tour des Archives: Rest der alten Burg von Vernon
- Château des Tourelles: das Schloss aus dem 12. Jahrhundert ist eines der letzten intakten Kastelle in Frankreich
- Vieux Moulin: die ‚Alte Mühle‘ auf den Resten einer mittelalterlichen Brücke

#### Schloss Bizy
Das Schloss Bizy wurde im 17. Jahrhundert errichtet. Es war ein langgestrecktes Gebäude mit zwei erhöhten Pavillons an den Seiten. Louis-Charles-Auguste Fouquet de Belle-Isle ließ das Schloss von 1741 bis 1743 durch den Architekten Pierre Contant d’Ivry (1698–1777) erweitern. 1797 wurde es an einen Immobilienmakler verkauft, das Wohngebäude war zerstört. 1805 wurde ein neues, bescheideneres Wohngebäude errichtet. 1830 erbte Louis-Philippe I. das Schloss und ließ es um zwei Seitenflügel erweitern, die ursprünglichen Gebäude restaurieren und einen Englischen Landschaftsgarten einrichten. Der König besuchte Bizy oft und fuhr meistens mit der Eisenbahn dorthin. 1858 verkaufte der Staat Frankreich das Schloss an Fernand Schickler, den damaligen Bürgermeister von Vernon. Er ließ ab 1860 den mittleren Teil des Wohngebäudes durch ein Gebäude ersetzen, das von italienischer Architektur inspiriert war. 1909 vermachte Schickler das Schloss an seinen Neffen Louis Joseph, duc d’Albufera (1877–1953), der den Ehrenhof durch zwei Seitenflügel einschließen ließ. Das Schloss befindet sich im Privatbesitz, es wurde 1974 offiziell als historisches Denkmal eingestuft. Der Park kann gegen Entgelt von April bis Oktober besichtigt werden. Er beeindruckt besonders durch seine Wasserspiele. Im Marstall steht eine Sammlung von Kaleschen aus dem 19. Jahrhundert.

#### Kloster
Im 13. Jahrhundert gab es schon einen Konvent des Dritten Ordens des Heiligen Franziskus in Vernonet. 1618 wurde der Couvent des Pénitents (‚Konvent der Büßer’) gebaut. Im Zuge der Französischen Revolution wurde das Kloster 1792 verkauft. Im 19. Jahrhundert waren noch viele Elemente des alten Klosters erhalten, dazu gehörten die Klosterzellen, das Refektorium, eine Kapelle und der Kreuzgang. 1912 ließ der neue Besitzer die Reste des Klosters zerstören und baute an der Stelle ein Schloss. Im Park standen Säulen, die aus einer Renaissancekapelle stammten, die in der Revolution zerstört worden war. 1914 wurde das Gebäude als Hilfskrankenhaus genutzt. Am 8. Juni 1940 brannte das Gebäude nieder. Heute sind nur noch die Treppe des Parks und das Wohngebäude des Priors erhalten.

#### Musée Blanche Hoschedé-Monet
Das städtische Museum von Vernon befindet sich in zwei miteinander verbundenen historischen Gebäuden in der Innenstadt. Es beinhaltet seit 1983 Objekte der Regionalgeschichte und eine umfangreiche Kunstsammlung. Schwerpunkte der Sammlung sind archäologische Objekte der Jungsteinzeit, römische Funde und stadtgeschichtliche Objekte. Die Kunstsammlung umfasst unter anderem Werke des Impressionismus von Künstlern wie Claude Monet und weiteren Landschaftsmalern aus der Künstlerkolonie in Giverny.

#### Stiftskirche Notre-Dame
Die gotische Kirche Notre-Dame (‚Unserer Lieben Frau‘) wurde gegen Ende des 11. Jahrhunderts erbaut. 1160 gründete Guillaume de Vernon († 1166) ein Domkapitel in Vernon und die Kirche Notre-Dame wurde zur Stiftskirche. Das Kirchenpatronat hatte der Seigneur von Vernon inne. Die Seitenkapellen wurden im 15. Jahrhundert angebaut. Im Zuge der Französischen Revolution wurde das Domkapitel aufgelöst. In den Jahren 1793 und 1794 diente die Kirche als Temple de la Raison (‚Tempel der Vernunft‘) des Kultes des höchsten Wesens. Nach der Revolution wurde sie wieder von der Römisch-katholischen Kirche genutzt. 1862 wurde das Gebäude als Monument historique klassifiziert. Fast alle Fenster wurden im Zweiten Weltkrieg zerstört. Eines vom Ende des 15. Jahrhunderts entging der Zerstörung, weil es ausgelagert worden war. Es wurde 1875 restauriert und verlorene Teile im unteren Bereich durch Darstellungen aus dem Leben von Johannes dem Täufer ergänzt. Der obere und mittlere Teil hat die Passion zum Thema. Das Fenster wurde 1862 als Monument historique klassifiziert. In der Kirche gibt es Reste einer Litre funéraire (Trauerband), die Wappen sind jedoch nicht gut genug erhalten, um sie bestimmten Seigneurs zuordnen zu können.

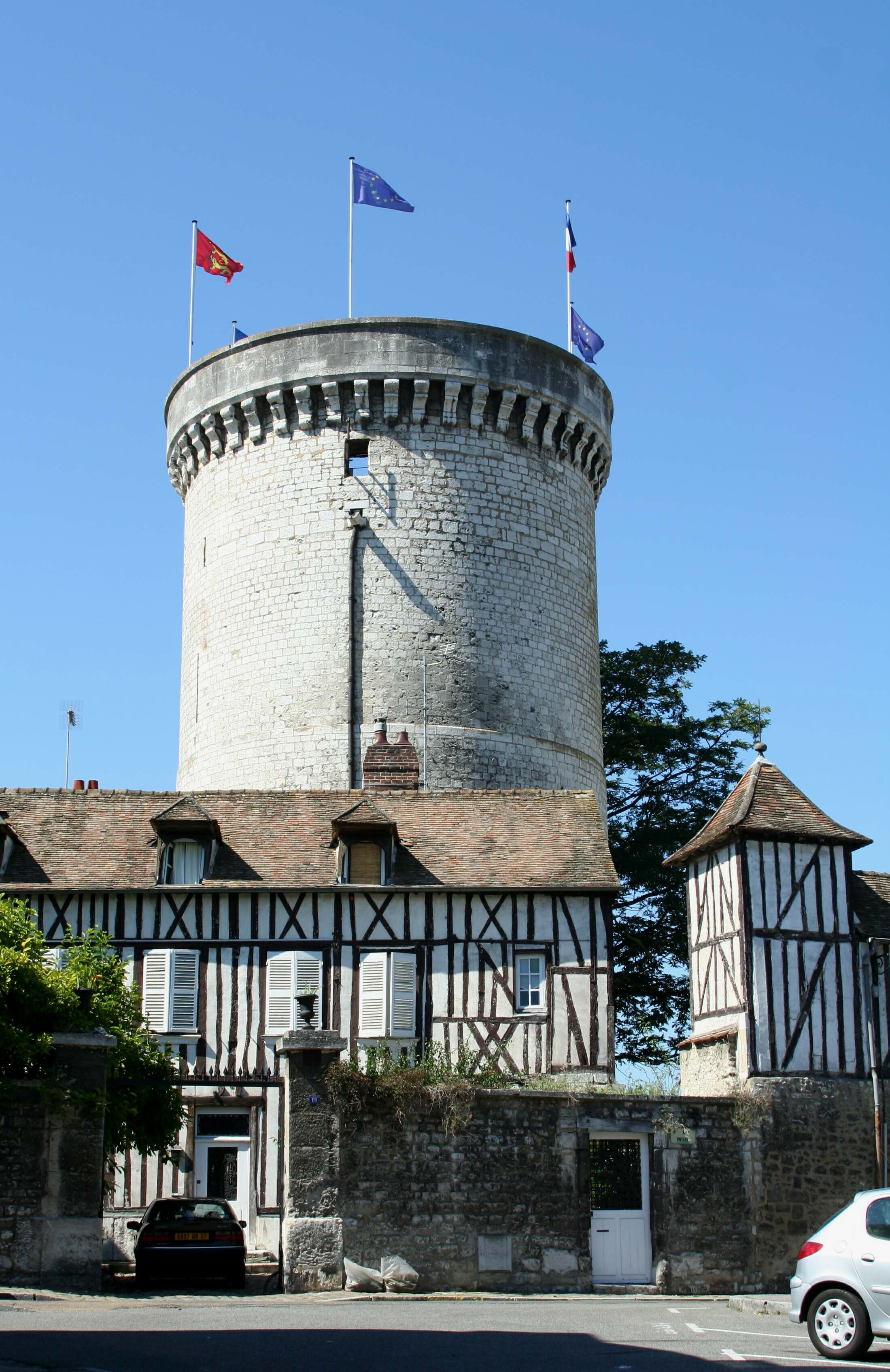
Tour des archives
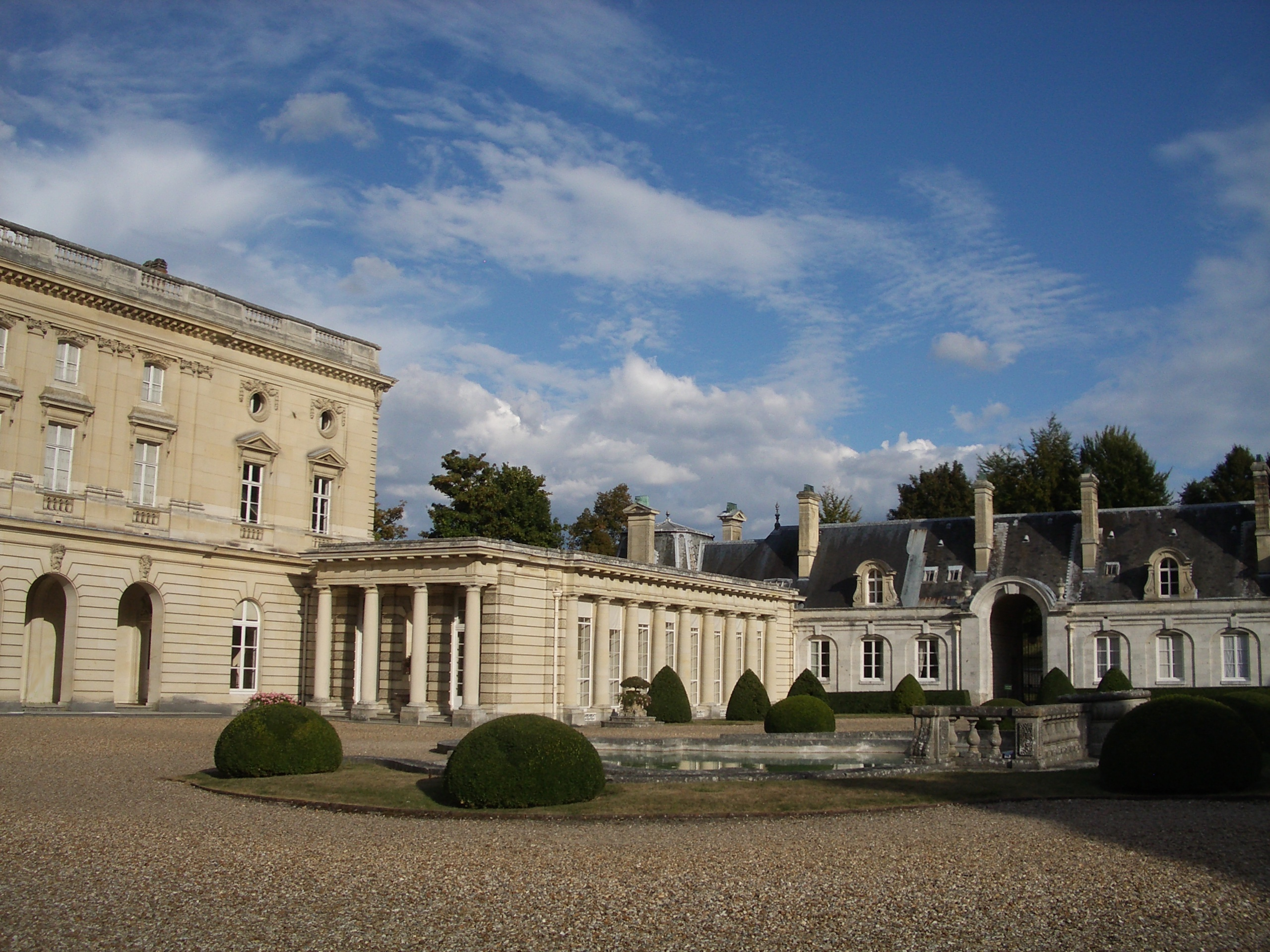
Schloss Bizy
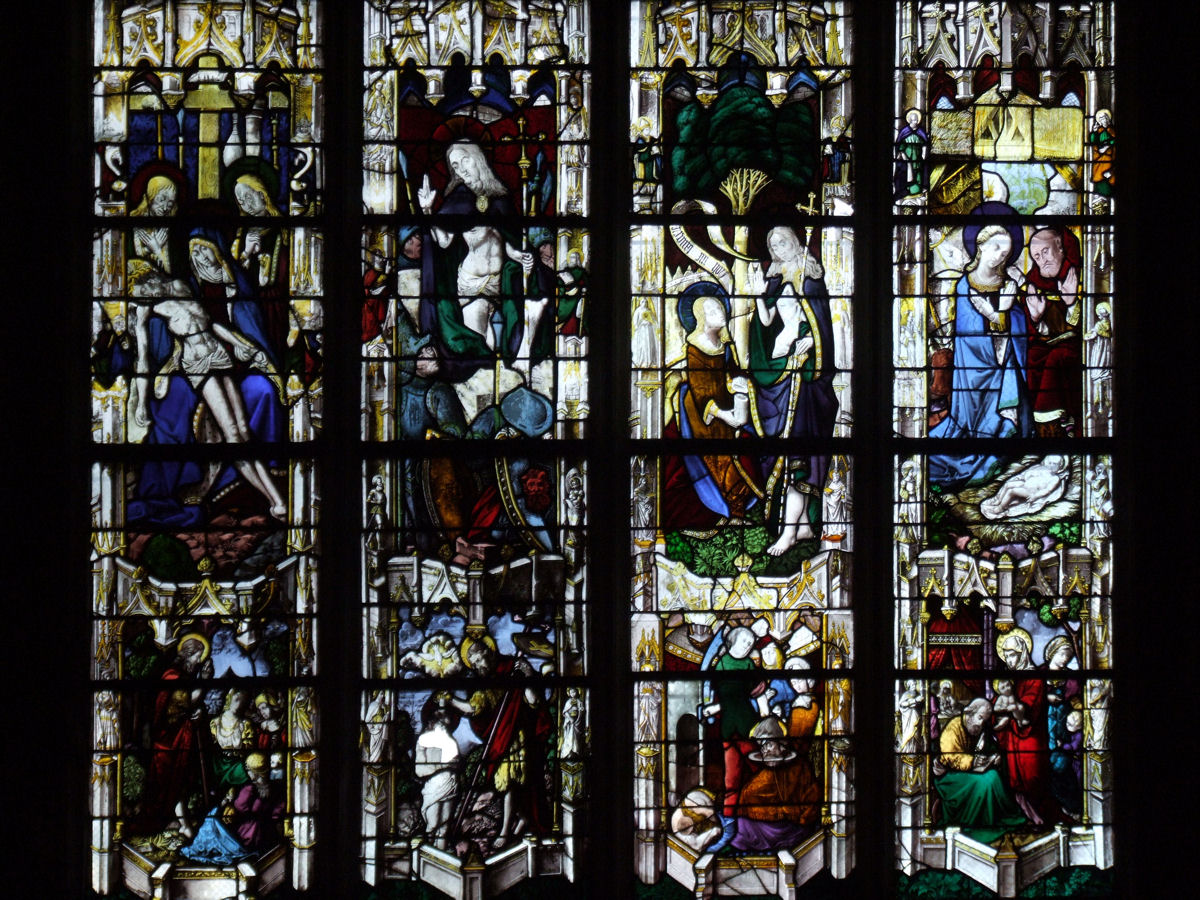
Fenster vom Ende des 15. Jahrhunderts

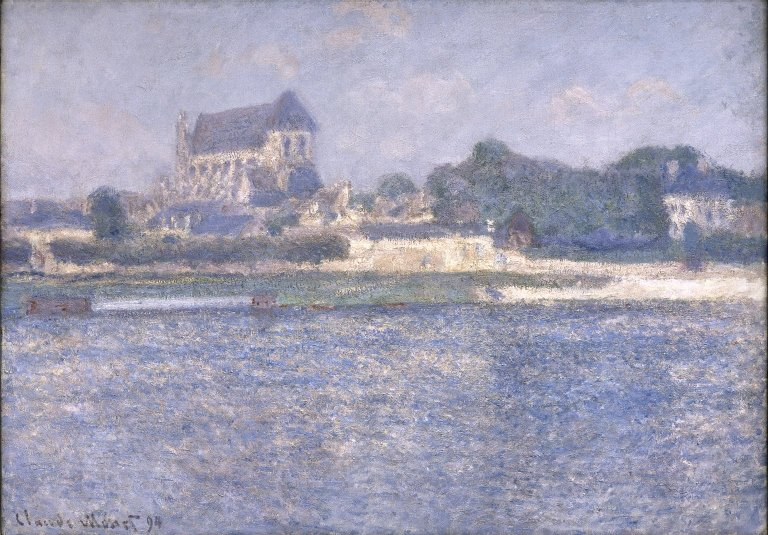
Claude Monet: La collégiale Notre-Dame de Vernon, um 1894
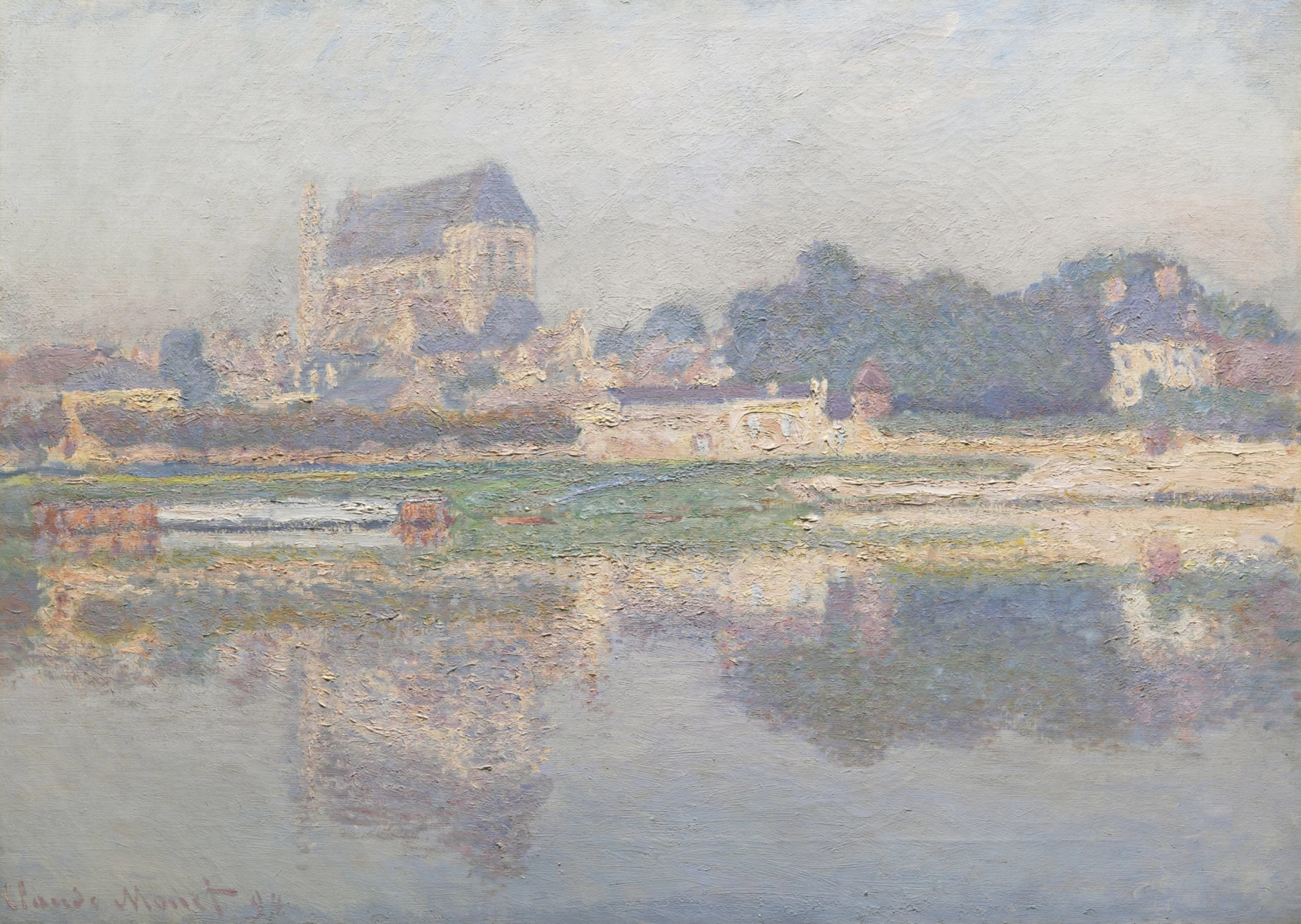
Claude Monet: Église de Vernon, soleil, um 1894
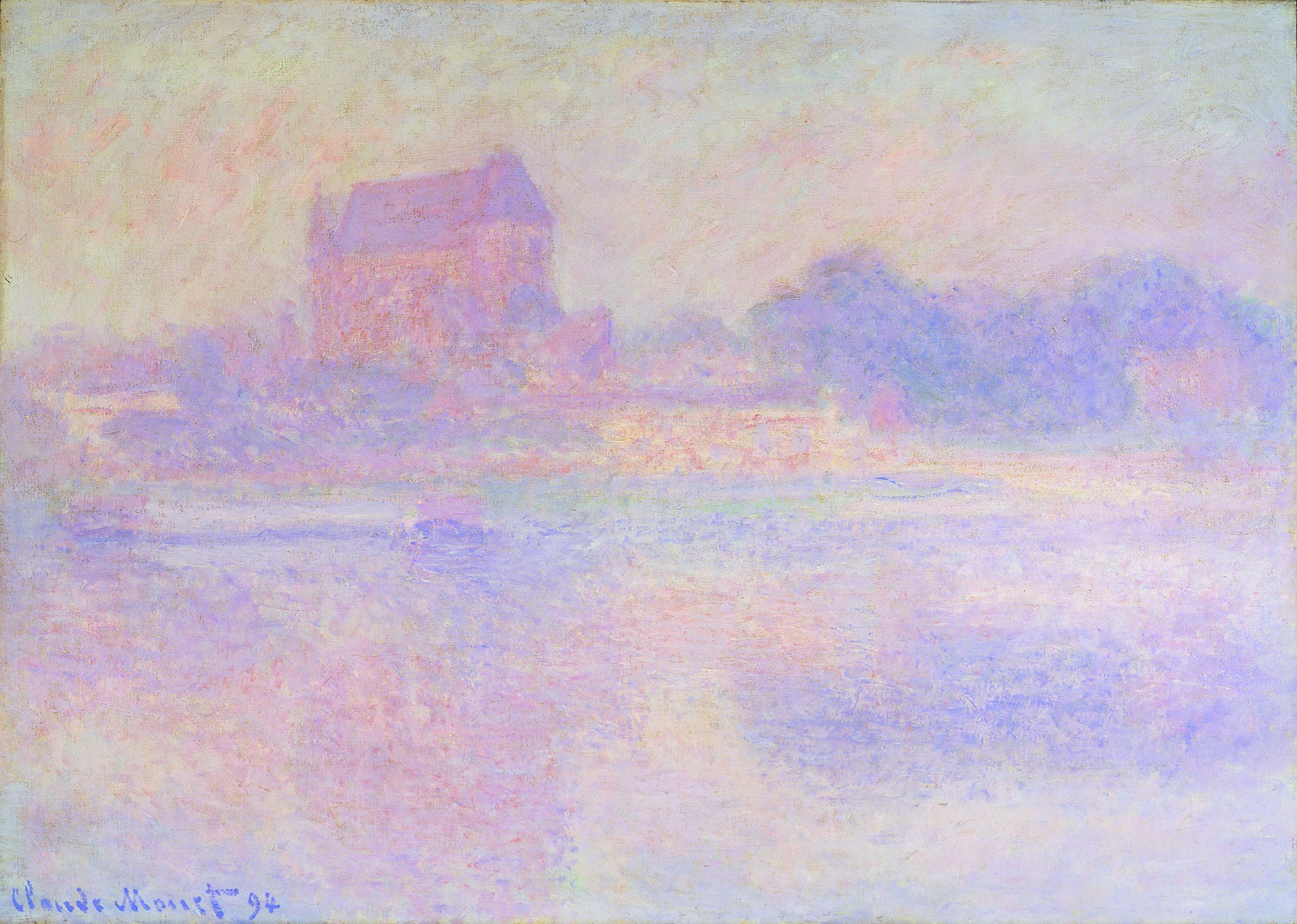
Claude Monet: L'église de Vernon, brouillard, um 1894

## Wirtschaft und Infrastruktur
Vernon beherbergt seit 1945 das Atelier technique et aéronautique de Rickenbach, in dem von der Snecma (Société nationale d’étude et de construction de moteurs d’aviation) die Motoren entwickelt werden, mit denen die französischen Kampfflugzeuge ausgerüstet sind.
Außerdem befindet sich das Laboratoire de recherches balistiques et aérodynamiques (LRBA), eine Niederlassung der Direction générale de l’armement (DGA) in der Stadt.
Vernon ist mit einem @ als Ville Internet (‚Internetstadt‘) eingestuft. Die „@s“ werden an Städte vergeben, die den Ausbau und die Nutzung des Internets fördern, wobei maximal fünf @s vergeben werden.
Auf dem Gemeindegebiet gelten geschützte geographische Angaben (IGP) für Schweinefleisch (Porc de Normandie), Geflügel (Volailles de Normandie) und Cidre (Cidre de Normandie und Cidre normand).

## Persönlichkeiten
- Gabriel Perelle (1604–1677), Maler, Grafiker, Kupferstecher und Radierer
- Eugène Trutat (1840–1910), Fotograf, Geologe und Naturalist
- Carl Lang (* 1957), Politiker
- Philippe Montanier (* 1964), Fußballspieler und -trainer
- Chantal Jouanno (* 1969), Politikerin
- Marie Lebec (* 1990), Politikerin
- Ludovic Payen (* 1995), Leichtathlet
- Ousmane Dembélé (* 1997), Fußballspieler
- Jared Khasa (* 1997), Fußballspieler